# Pullulation des campagnols
La pullulation des campagnols est un exemple d'augmentation rapide du nombre de micro-mammifères herbivores dans des prairies ou dans des champs cultivés.

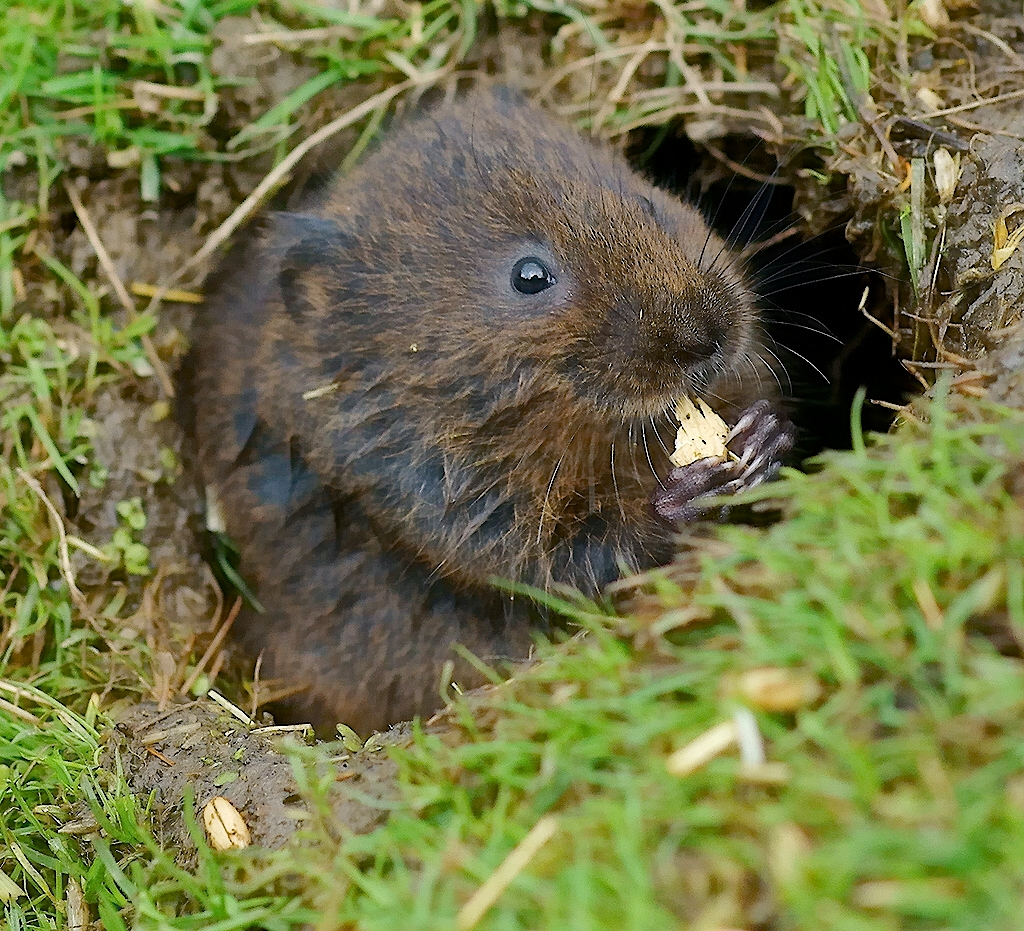
un rat taupier

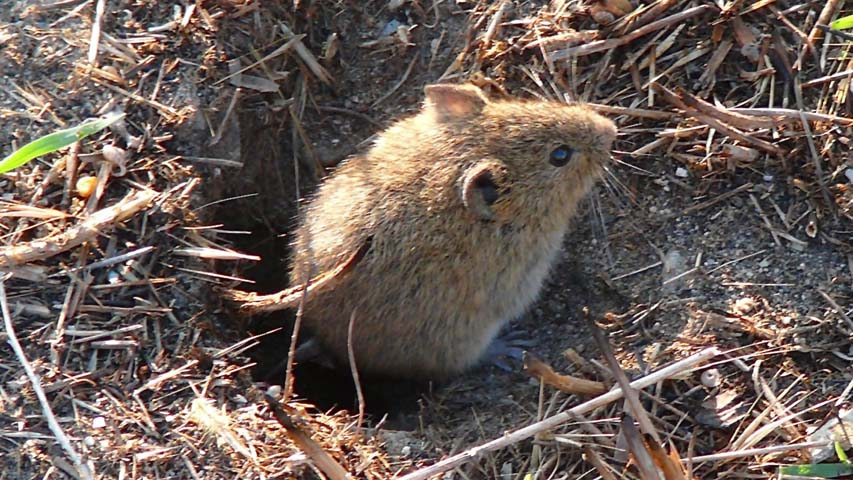
un campagnol des champs

Cet article se limite à deux groupes d'espèces de campagnols vivant dans différentes régions de France :
- Arvicola amphibius et Arvicola sapidus (quelquefois confondus, et connus sous des noms divers : campagnol terrestre, ou campagnol amphibie, ou grand campagnol, ou rat taupier) [Note 1] : de taille imposante (12 à 22 cm sans la queue), ils pèsent 100 à 300 grammes, et vivent surtout dans les prairies ou des zones humides, en zones de moyenne montagne.
- Microtus arvalis (appelé campagnol des champs, souvent confondu avec le mulot, voire appelé souris des champs) : très petit (8 à 12 cm, 20 à 40 grammes), il préfère la plaine et les zones de cultures. Autre animal de petite taille : Microtus duodecimcostatus (appelé campagnol provençal), présent surtout en France, en Espagne et au Portugal.

Les mécanismes qui provoquent les pullulations de ces animaux, et les mesures prises pour y faire face posent des problèmes scientifiques, techniques, économiques, écologiques et sociétaux.

## Principes d'une pullulation
La pullulation est une forme rapide de prolifération : une espèce se reproduit abondamment et rapidement dans un écosystème donné, et déséquilibre le fonctionnement de ce système. D'autres exemples de pullulations sont recensés dans des domaines végétaux ou animaux ; voir par exemple la page d'homonymie « prolifération ». Un exemple notoire de pullulation d'un animal proche des campagnols (mais situé dans des conditions écologiques très différentes) est celui des lemmings.
D'une façon générale, les conditions qui rendent possible la pullulation sont :
- il faut que l'espèce bénéficie d'un succès reproducteur net, que le sex-ratio des portées soit favorable, que la survie des jeunes et des adultes soit bonne, et que la dispersion (des jeunes et des adultes) soit possible ;
- lorsque ces conditions sont réunies, si la production primaire est abondante, alors on peut observer une explosion démographique
- si les prédateurs ne peuvent pas consommer les excédents de population, alors on assiste à un début de prolifération locale (voire à une pullulation locale, si le phénomène est rapide) ;
- quand la nourriture de base commence à manquer : s'il n'y a pas de possibilité de dispersion, alors la croissance démographique s'arrête ;
- s'il y a possibilité de dispersion des jeunes, alors, la prolifération se propage à toute la surface disponible.

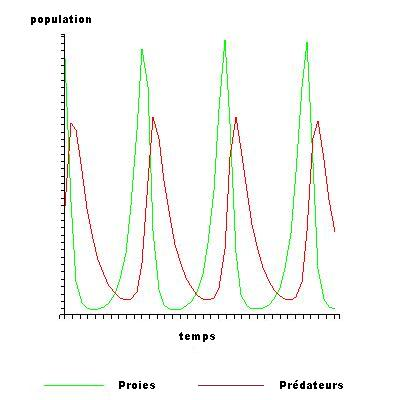
Le nombre de prédateurs suit avec retard le nombre de proies, et le système est au minimum cyclique...

...le système peut même devenir instable

- Les deux espèces (Arvicola amphibius et Microtus arvalis) sont de bons candidats à la pullulation : elles présentent une capacité de reproduction annuelle de 3 à 6 portées de 4 à 5 jeunes, et une maturité sexuelle à 5 semaines. S'il n'y avait pas de prédateurs, pas de contrainte de déplacements des rongeurs, et si la production végétale était illimitée, un couple de campagnols devrait donc avoir une descendance de plusieurs milliers d'individus vivants au bout d'un an. Pour tenir compte de la présence de prédateurs, on peut construire un simulateur proies-prédateurs basé sur les équations de Lotka-Volterra. Avec une catégorie de proie (les campagnols) et une catégorie de prédateur (les renards), ces équations prédisent qu'on ne peut pas être certain de la stabilité des populations.
- Effectivement, on peut observer une pullulation tous les 5-6 ans pour Arvicola amphibius, et tous les 3-4 ans pour Microtus arvalis, et des densités qui fluctuent entre 1 individu/ha et 600 à 1 200 individus/ha pour chacune des deux espèces. Certains travaux ont été menés dans les départements du Cantal et du Puy-de-Dôme (France), pour simuler les évolutions de densités de campagnols terrestres et de renards roux, par commune. On peut reconstituer des cycles de pullulation réellement observés sur de longues périodes [1].
- Les campagnols terrestres mangent des feuilles, des racines ou des graines dans les prairies : leur pullulation entraîne une mauvaise qualité du foin ou de l’herbe, une diminution de la quantité disponible de foin ou d'herbe, parfois une quasi-destruction des prairies, des risques de carence dans l’alimentation du bétail, une présence accrue de germes butyriques dans le lait. Dans le cas des campagnols provençaux, les dégâts se situent au niveau des collets ou des racines des arbres fruitiers, et de la production maraîchère. Pour les campagnols des champs, les dégâts concernent surtout la production de luzerne, de colza, de protéagineux et les cultures maraîchères. L'impact économique de ces pullulations est important, et entièrement supporté par les agriculteurs et les éleveurs.
- Mais ces cycles ne sont pas inéluctables : pour éviter les dégâts, l'agriculteur peut jouer sur chacun des points listés comme critiques dans la liste des variables qui peuvent provoquer la pullulation. Pour trouver quelles techniques utiliser, il faut observer et expérimenter, à différentes échelles (locales, régionales)[2](p. 230).

## Déséquilibres dans les relations trophiques
le terme « trophique » se rapporte à tout ce qui est relatif à la nutrition ; on appelle réseau trophique l'ensemble des chaînes alimentaires à l'intérieur d'un écosystème.
Le campagnol est un micro-mammifère herbivore, à la base d'une chaîne alimentaire relativement complexe. Quelles sont les relations prédateur-proie dans cette chaîne ?

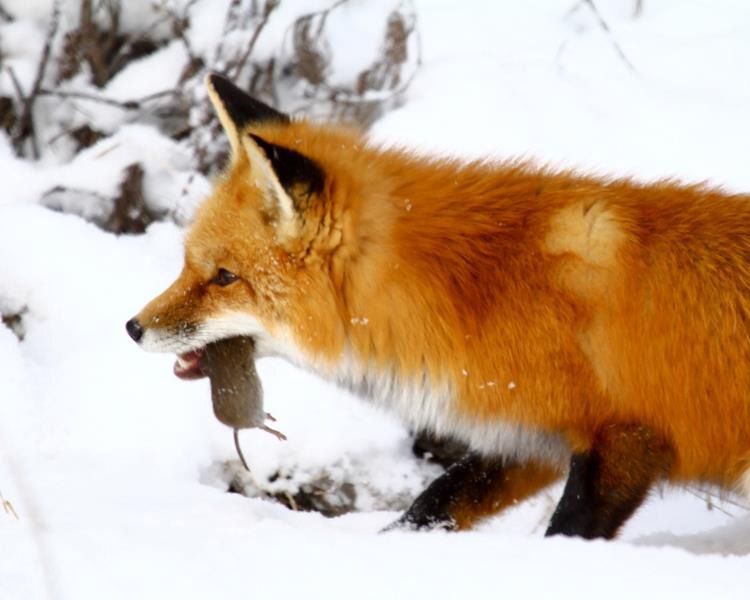
Le renard roux chasse, entre autres proies, le campagnol terrestre.

- Le renard roux est un prédateur généraliste vis-à-vis du campagnol : il n'est pas « spécialisé » dans cette proie ; il peut très bien chasser d'autres proies et se nourrir même d'insectes si les conditions sont défavorables[3] (p. 12). S'il n'y a plus assez de campagnols, il se reporte sur le lièvre. On observe ainsi que plus il y a de campagnols, plus il y a de lièvres (et inversement : les années où les campagnols sont rares, il y a moins de lièvres) [3] (p. 11). On dénombre d'autres prédateurs généralistes vis-à-vis des campagnols : fouine, martre, milan royal, buse variable, faucon crécerelle...

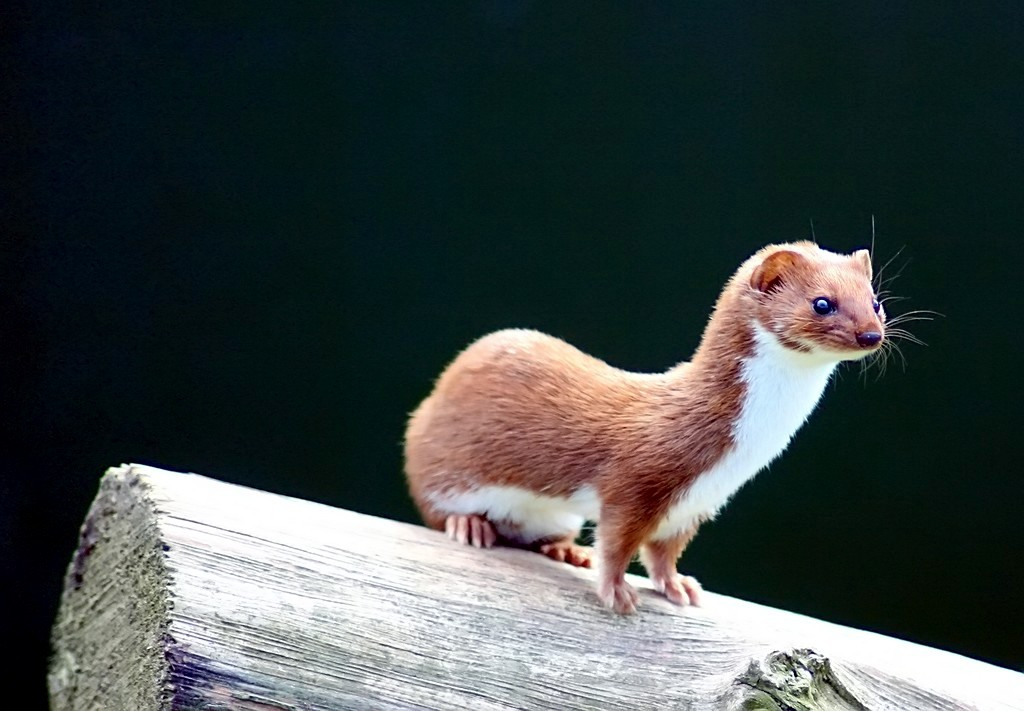
La belette est un prédateur spécialiste du campagnol.

- La belette est un prédateur spécialiste du campagnol.Il existe aussi des prédateurs spécialistes pour le campagnol : hermine, belette, busard cendré... Leur nombre suit , avec un certain retard, le nombre de campagnols. Mais s'il n'y a pas assez de prédateurs généralistes (par exemple les renards) quand la population de campagnols augmente, les prédateurs spécialistes ne sont pas assez nombreux pour éliminer les campagnols excédentaires ; le nombre de campagnols augmente, jusqu'à épuisement des disponibilités alimentaires (les végétaux) ou à cause du parasitisme ou des maladies ; plus tard dans le cycle, quand le nombre de campagnols retombe au plus bas, les prédateurs spécialistes meurent de faim. Ils ne seront plus là pour réduire les excédents de campagnols quand les conditions (alimentation, prédation, autres) seront réunies pour que le cycle du nombre de campagnols reparte à la hausse.
- Si une espèce devient fortement excédentaire, les prédateurs généralistes changent leurs habitudes alimentaires aux dépens de cette espèce et cela devrait contribuer à ré-équilibrer les effectifs et à stabiliser le système. Mais les choses ne se passent pas toujours ainsi : la relation modélisée [une proie]-[un prédateur] est trop simpliste pour comprendre le fonctionnement d'un système réel. Les espèces peuvent être considérées comme proies, comme proies ou prédateurs, ou comme prédateurs[3] (p. 44) ; il peut y avoir aussi concurrence sévère entre des « proies » (par exemple entre taupes et campagnols, concurrents pour l'occupation de l'espace souterrain).

## Origine de ces déséquilibres
Si on admet cette prééminence de la chaîne alimentaire dans l'équilibre d'un agroécosystème, comment expliquer des déséquilibres aussi manifestes dans le cas des campagnols ? La question est difficile à trancher. On peut recenser différents types de réponses :

### la pullulation est un progrès pour l'écosystème
- Les pullulations sont observées surtout dans des milieux riches en production végétale de base et dans le cas des campagnols, certains estiment que l'équilibre à long terme sort renforcé par le mécanisme quasi-cyclique : pullulation puis très forte diminution, puis nouvelle pullulation, etc.
- Certes, les pullulations de campagnols provoquent des pertes importantes pour l'agriculture (destruction de prairies et de récoltes, dégâts sur les arbres fruitiers) et pour l'élevage (dégradation de la qualité des fourrages, déclassement du lait) ; elles bouleversent aussi l'équilibre de la flore. Mais on peut aussi voir ces bouleversements sous des aspects positifs : les galeries des rongeurs aèrent le sol, la destruction des plantes cultivées favorise les autres plantes et donc la bio-diversité[4]. La pullulation permettrait donc une restauration de l'écosystème, mais resterait difficilement prévisible, voire apparemment chaotique : ce serait une catastrophe au sens de la théorie des catastrophes.

### Historique des pullulations

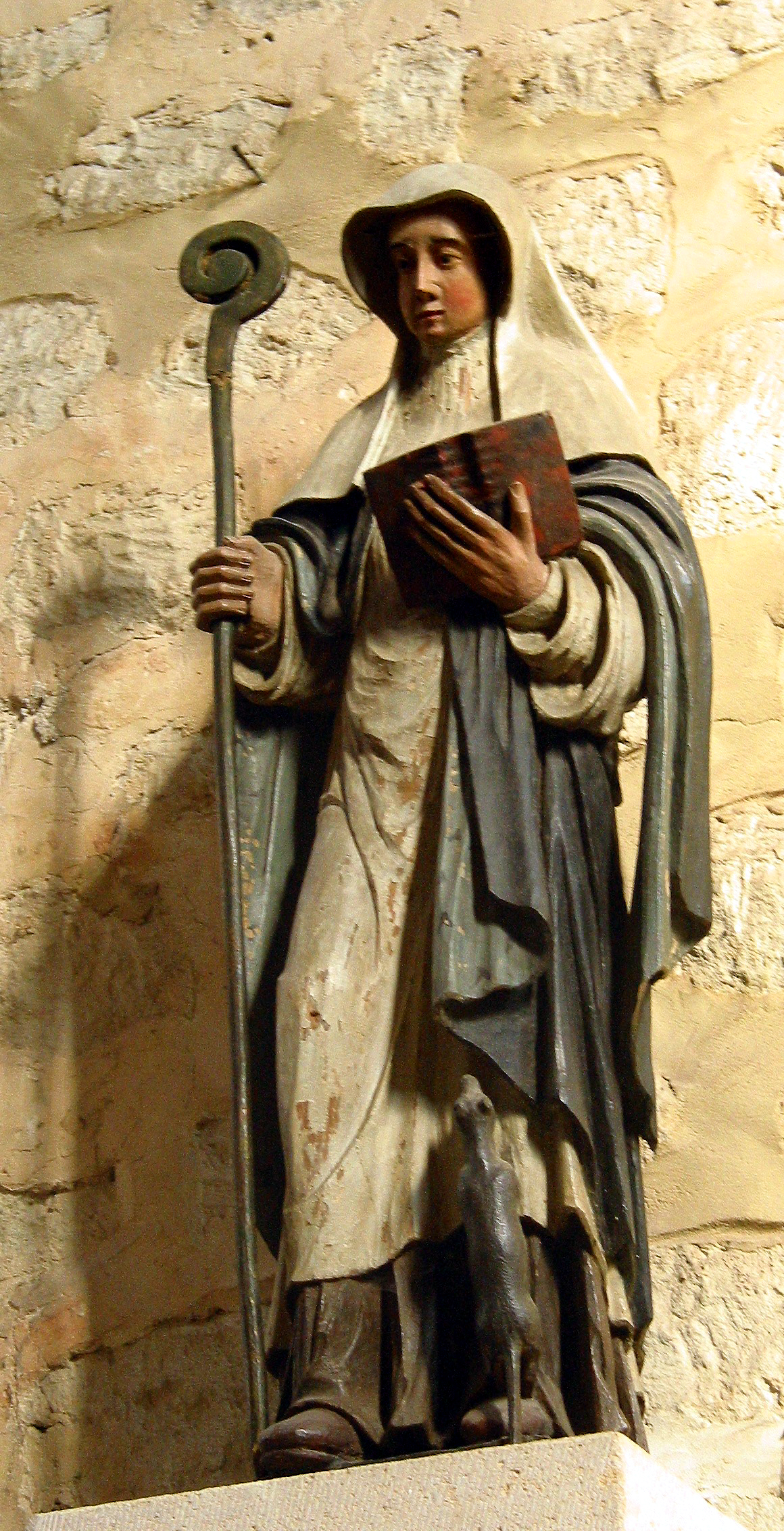
Sainte Gertrude de Nivelles (Belgique) [631-659], censée protéger des rats et autres rongeurs, était invoquée jusqu'à une date récente

Il y a toujours eu des pullulations. Ces pullulations actuelles semblent exceptionnelles, mais de nombreux témoignages en citent des exemples dans un passé plus ou moins lointain : en 1900 en Champagne (France) un tiers des récoltes sont détruites. Les destructions opérées en 1922 et 1924 en Normandie (France) sur les céréales sont bien documentées et ont provoqué la mise au point de méthodes de lutte chimique et virale. Un film (muet, 24 minutes) de 1927 nous montre ainsi les méthodes classiques de lutte utilisées à l'époque : pièges, gaz (anhydride sulfureux), appâts empoisonnés (strychnine, arsenic, pain baryté) ; le film détaille ensuite comment on fabrique, on distribue et on administre une solution virale (contenant le virus de Danysz), qui communique aux campagnols une maladie mortelle.
Des archives situent pour la France les premières pullulations documentées de campagnols au XVe siècle et les premiers dégâts prouvés au XVIIIe siècle. On parlait alors « invasions de rats des champs ».
Plus avant dans le temps (entre le VIe et le XVe siècle), les descriptions sont incertaines. Néanmoins, les campagnols sont cités comme victimes de la peste animale qui a précédé parfois la peste humaine : «... la fuite des mulots, campagnols, musaraignes, taupes, loirs, lérots... , hors des tanières touchées, les quelques cadavres de renards, mustélidés et lagomorphes découverts en surface...». La peste est principalement véhiculée par le rat noir, qui la transmet à l’homme par l’intermédiaire de puces infectées (puce du rat : Xenopsylla cheopis). Mais l'analyse d'épidémies épisodiques de peste dans les années 1947-1955 en Syrie, en Turquie et dans le Kurdistan, a montré que les puces d'autres micro-mammifères peuvent transmettre le bacille de la peste à l'homme ; par exemple : Xenopsylla buxtoni. Parmi ces porteurs on a pu fortement suspecter des campagnols du genre Microtus .

### l'élimination des renards est une cause principale

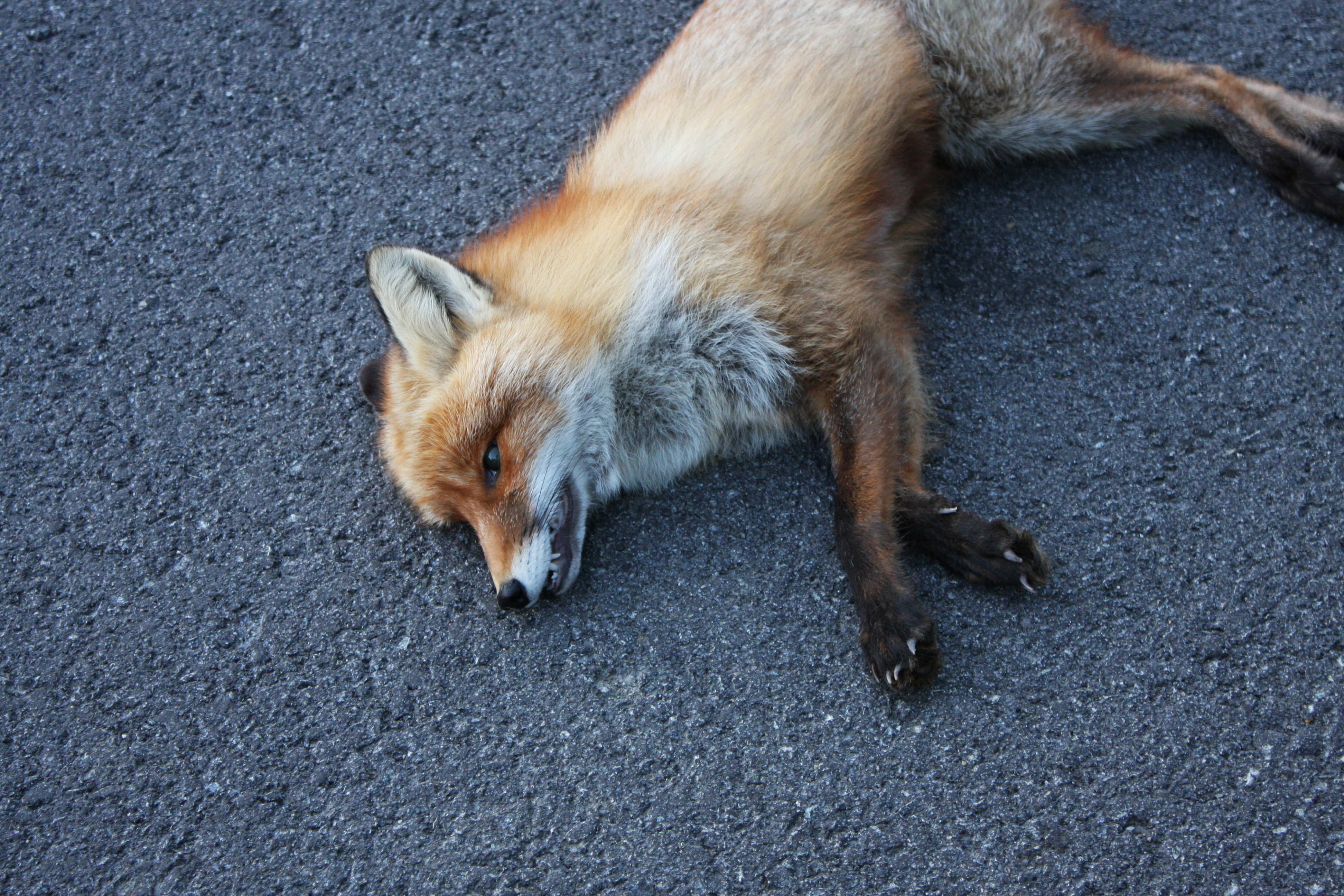
le renard est éliminé par tous les moyens

Chaque renard se nourrit de 3 000 à 10 000 petits rongeurs par an. Or le renard est classé comme animal nuisible et des battues sont organisées pour son élimination. Cette lutte contre le renard est considérée par certains comme une cause des pullulations de campagnols. Ainsi, intervenant en 2015 dans le débat public sur la bromadialone, le Conseil Scientifique Régional du Patrimoine Naturel de la région Lorraine estime que le renard devrait être déclaré auxiliaire de cultures et non nuisible, et protégé au lieu d'être chassé de nuit .

### les modifications du paysage sont une cause principale

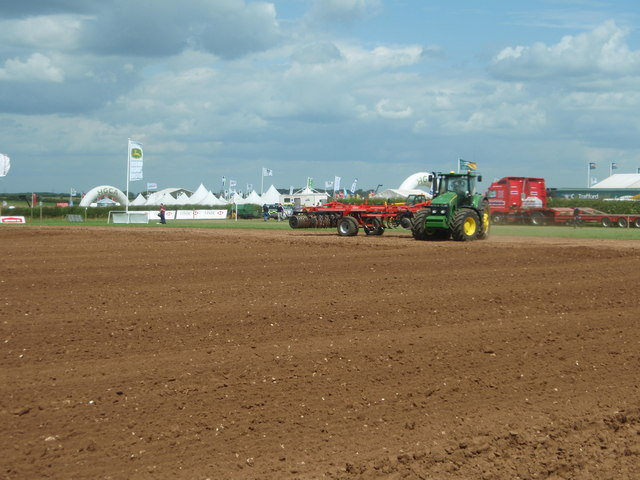
l'agriculture industrielle détruit les paysages

Avec une argumentation reprise par de nombreux groupes de réflexion ou d'action publique, la Ligue pour la protection des oiseaux considère que les proliférations de campagnols terrestres ont pour origines principales  :
- un déséquilibre dans la gestion des prairies, qui induit la prolifération de pissenlits et de rumex et fournit une nourriture hivernale abondante aux campagnols,
- une raréfaction des haies et arbres isolés, qui réduit l'habitat des prédateurs naturels.

Un autre axe de réflexion vient de certains agriculteurs eux-mêmes :
- dans les milieux de l'agriculture biologique, on accuse l'agriculture et l'élevage industriels de favoriser les pullulations de campagnols, en créant de vastes zones de cultures ou de prairies sans haie, ce qui repousse les prédateurs[13].
- dans le mouvement de l'agriculture de conservation, ces pullulations pourraient remettre en question les conditions d'utilisation des techniques culturales simplifiées (mises au point pour améliorer le fonctionnement des sols, dans un souci d'équilibre écologique) : l'absence de labours favorise les campagnols des champs et accélère leurs pullulation[14].

### l'intensification et/ou la spécialisation agricole sont les responsables

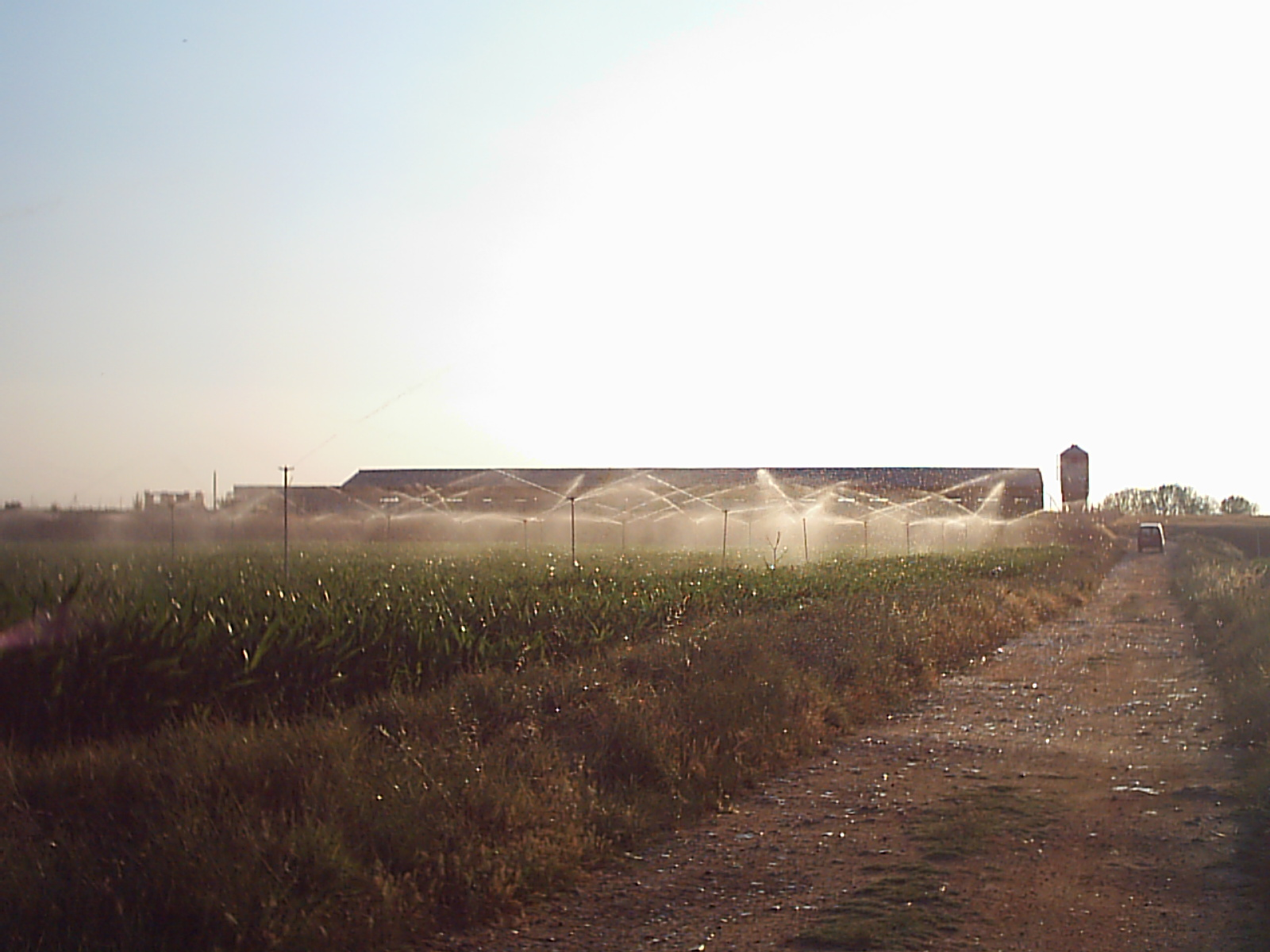
l'irrigation et la monoculture céréalière profite aux campagnols

L'intensification et/ou la spécialisation agricole peuvent favoriser les populations de micro-mammifères :
- en augmentant la disponibilité en ressources alimentaires ,
- en changeant la composition et la structure paysagère, ce qui peut modifier l'abondance et la composition des communautés de prédateurs ; ou modifier les barrières naturelles (haies, chemins, routes), qui jouent un rôle important dans la dispersion des jeunes.

Un exemple déterminant est l'installation de Microtus arvalis dans le nord de l'Espagne, sur une zone de cultures extensives, convertie à l'agriculture intensive dans les années 1960. L'irrigation et les nouvelles méthodes de culture ont augmenté fortement la production primaire de matière végétale et donc favorisé l'installation de campagnols, puis l'accroissement de leur nombre et ensuite leurs pullulations cycliques. Les évolutions de flore jouent aussi en faveur des campagnols et les destructions de haies limitent la présence de leurs éventuels prédateurs (p. 29-35) .

## Actions possibles

### Élimination des rongeurs

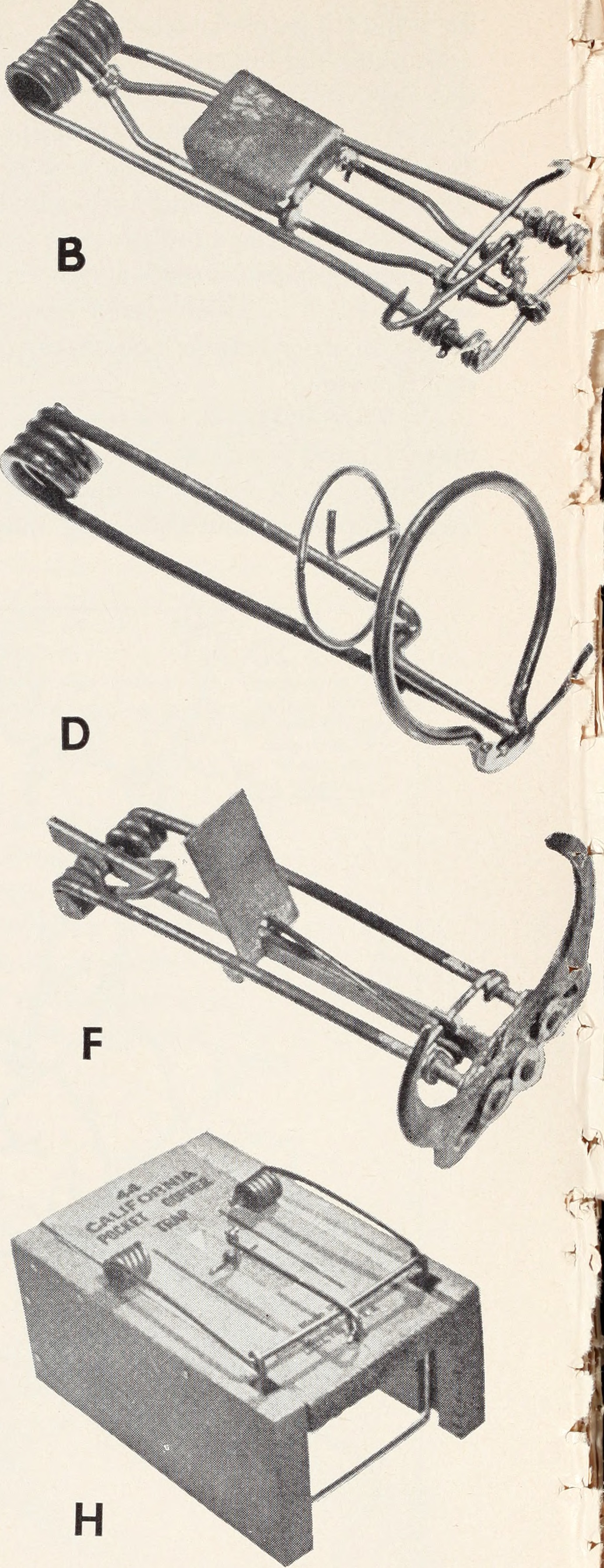
des pièges en tous genres...

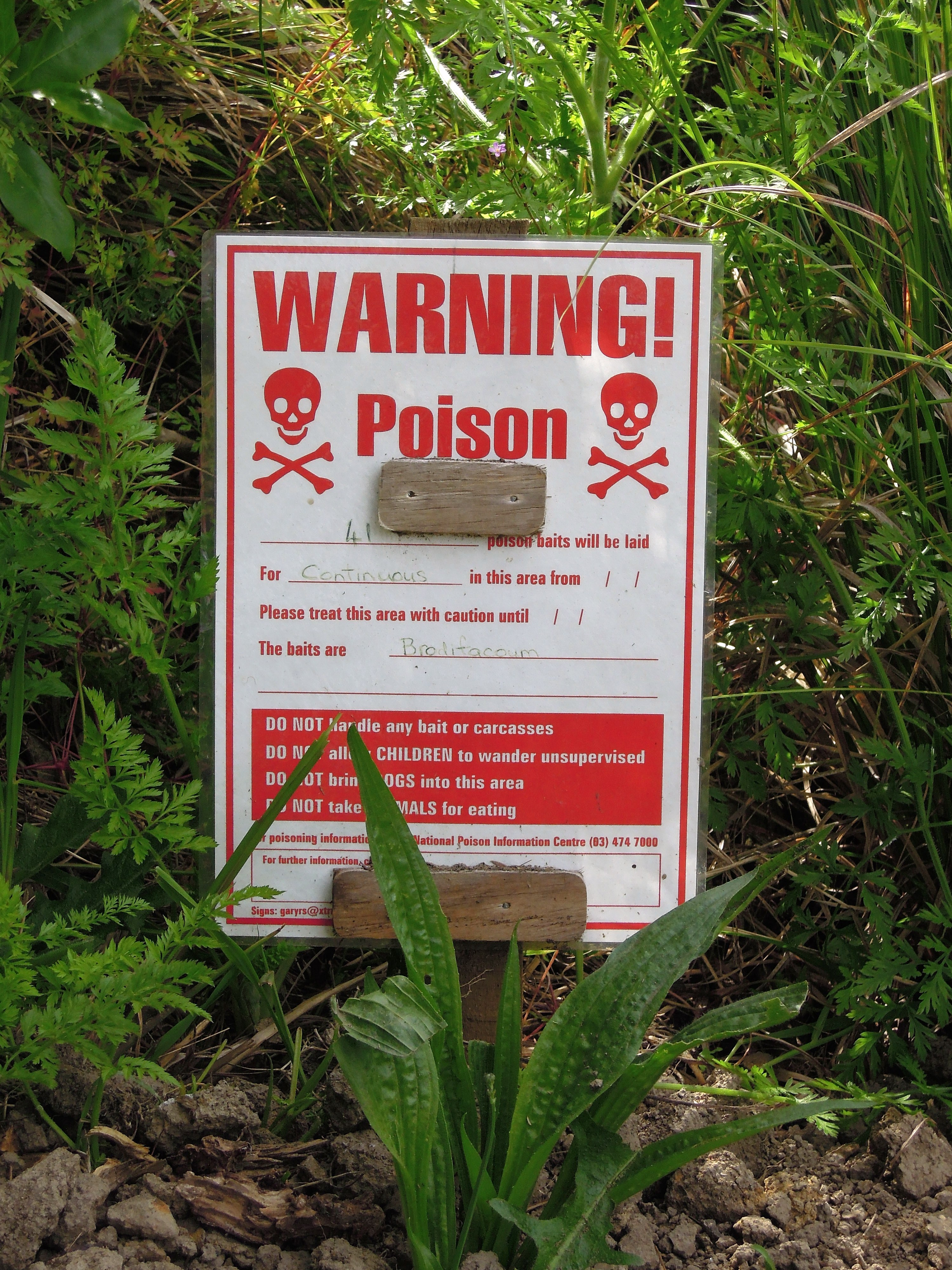
des appâts empoisonnés...

- Les techniques anciennes : après les messes et les processions du XVIIIe siècle, tout a été tenté pour éliminer les campagnols :  fers-à-taupes (jusqu'en 1960), pièges prétendus spécifiques (jusqu'à nos jours : en vente sur internet), soufre, arsenic, acide borique, lutte virale (virus Danisz, années 1920), gaz (gaz d'échappement de moteurs diesel, phosphure d'hydrogène), explosifs, tirs à la carabine, lutte chimique, appareils à ultra-sons... Les solutions les plus inventives ont été testées : charrue sous-soleuse pour la distribution d'appâts directement dans les galeries, fusil à blé empoisonné, citernes de propane montées sur quad pour des campagnes de destruction par explosion, inondation des galeries, fusées à base de phosphate de calcium et de poudre d'aluminium...
- À partir des années 1970, ont été utilisés des appâts empoisonnés mis au point pour lutter contre les rats et souris : du phosphure de zinc jusqu'en 1982, puis des rodenticides anticoagulants : chlorophacinone (première génération) jusqu'à son interdiction en 1979, bromadiolone (seconde génération, à partir de 1979 : sur appâts de carottes à partir de 1980, puis sur appâts de blé à partir de 1991).

Mais les rongeurs sont toujours là.
- Non seulement les rongeurs sont toujours là, mais certaines des actions menées ont propagé des produits chimiques dangereux dans l'environnement et ainsi atteint les prédateurs de ces rongeurs. Les effets sur les populations de renards roux ont été analysés. Alors que les populations de renards sont en augmentation au niveau européen dans les années 2000 (à la suite des progrès de la vaccination anti-rabique), elles régressent dans les zones fortement traitées à la bromadialone. Selon l'avis de certains biologistes et écologues, il est toutefois difficile d'en tirer des conclusions définitives, tant est grande la liste des facteurs qui influent sur le nombre de renards.
- De fait, l'usage de la bromadialone a été fortement encadré à partir de 2003[15] (arrêté relatif à la lutte contre le ragondin et le rat musqué en particulier aux conditions de délivrance et d'emploi d'appâts empoisonnés), puis de 2005[16] (arrêté relatif à la lutte contre le campagnol terrestre, en particulier aux conditions d'emploi de la bromadiolone).
- À partir de 2005, et jusqu'en 2013, l'utilisation de la bromadiolone contre les campagnols a été totalement prohibé (sauf cas très particuliers).

### Diminution de la production agricole

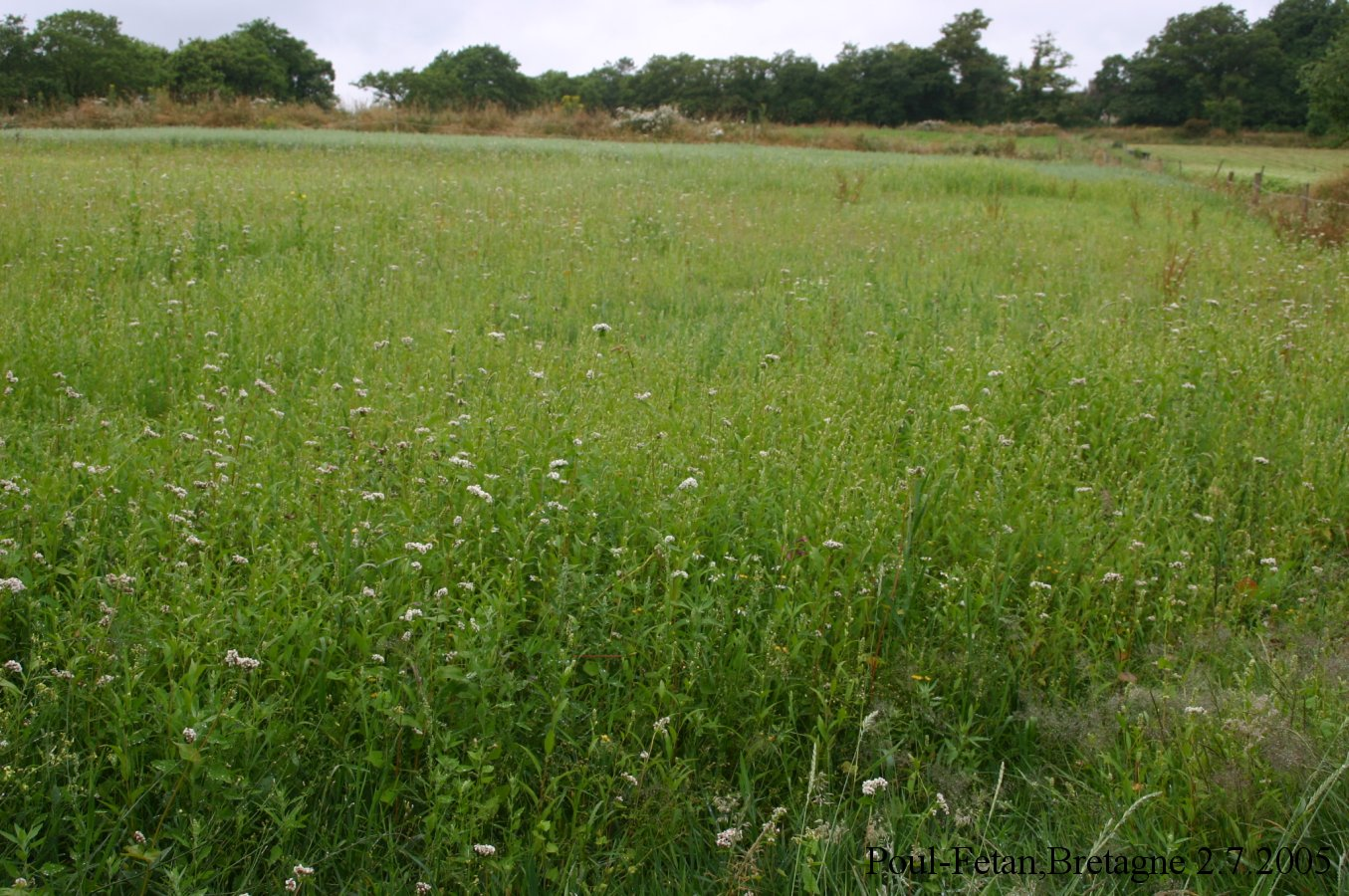
contraintes plus fortes, rendements plus faibles ?

- Utiliser des techniques non chimiques de lutte contre les campagnols, c'est provoquer le plus souvent une diminution de la production agricole et/ou faire reculer l'agriculture et l'élevage dans les zones touchées. Cela pose un problème de société complexe et pas seulement un problème économique. La plupart des réflexions allant dans ce sens (diminution de la production agricole) reprennent les arguments qui reprochent à l'intensification et à la spécialisation des régions et des exploitations agricoles d'être à l'origine des pullulations de micro-mammifères[17].
- La réorientation de l'agriculture devrait se faire, selon ce point de vue, dans le sens de l'agriculture biologique et dans des structures économiques qui resteraient familiales. Cela favoriserait la reconstitution de paysages agricoles plus fermés et des pratiques plus soucieuses de l'environnement[18],[19]. Les agriculteurs, concernés directement, sont très sensibles à ce souhait de la société de modifier leur rôle mais ces pratiques sont difficiles à mettre en œuvre[20].
- Certains argumentent sur le plan philosophique voire éthique, en faveur d'un devoir de respect absolu des espèces menacées par les techniques agricoles actuelles[21].

### Mise en place d'une lutte intégrée
On connaît depuis longtemps le principe de la lutte intégrée dans le domaine des maladies des plantes : combiner lutte biologique et lutte chimique en prenant plus en compte le facteur environnemental - voir Les luttes contre les maladies (article 'Pathologie végétale') pour plus de détails.

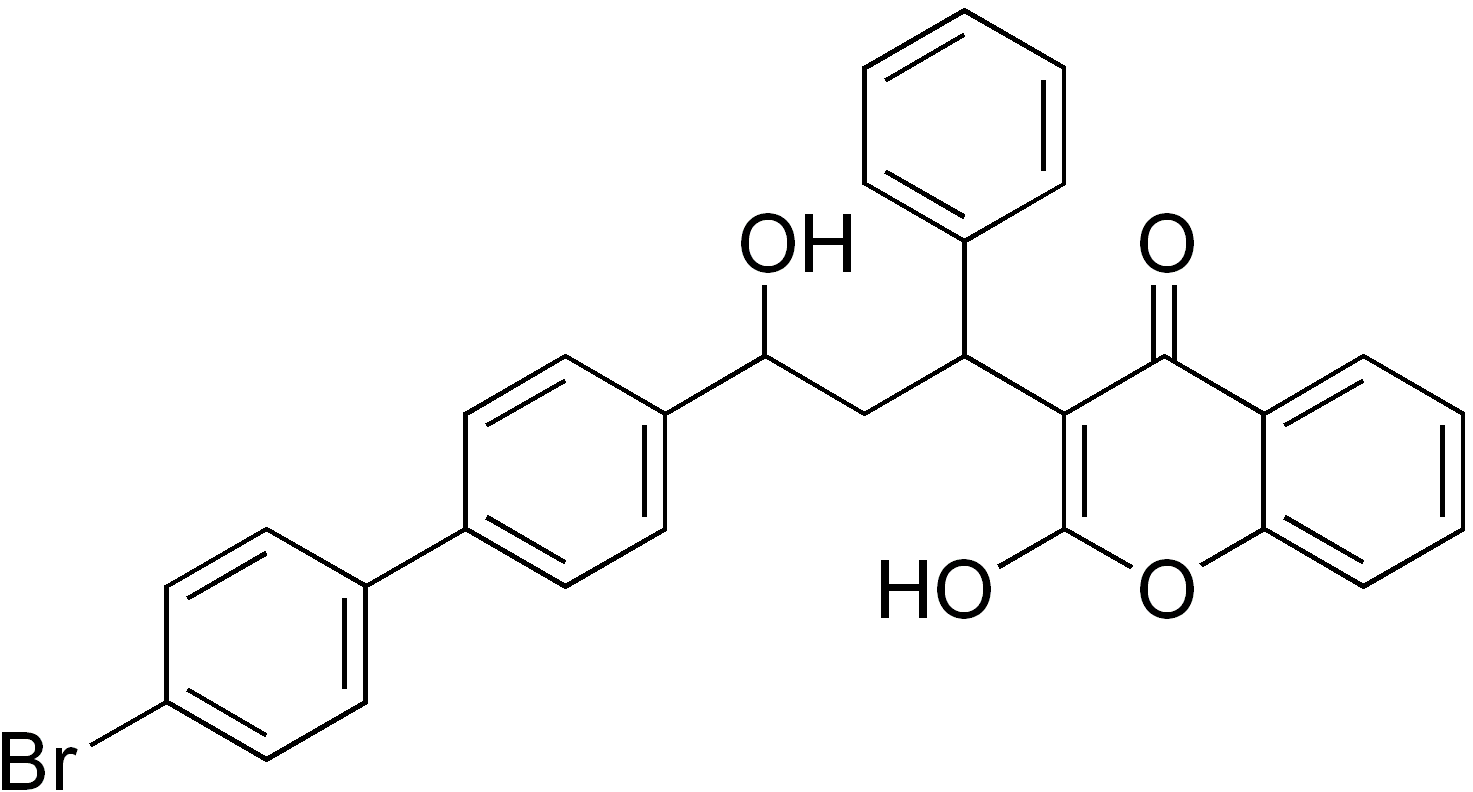
utiliser des produits chimiques comme la bromadiolone dans certaines conditions

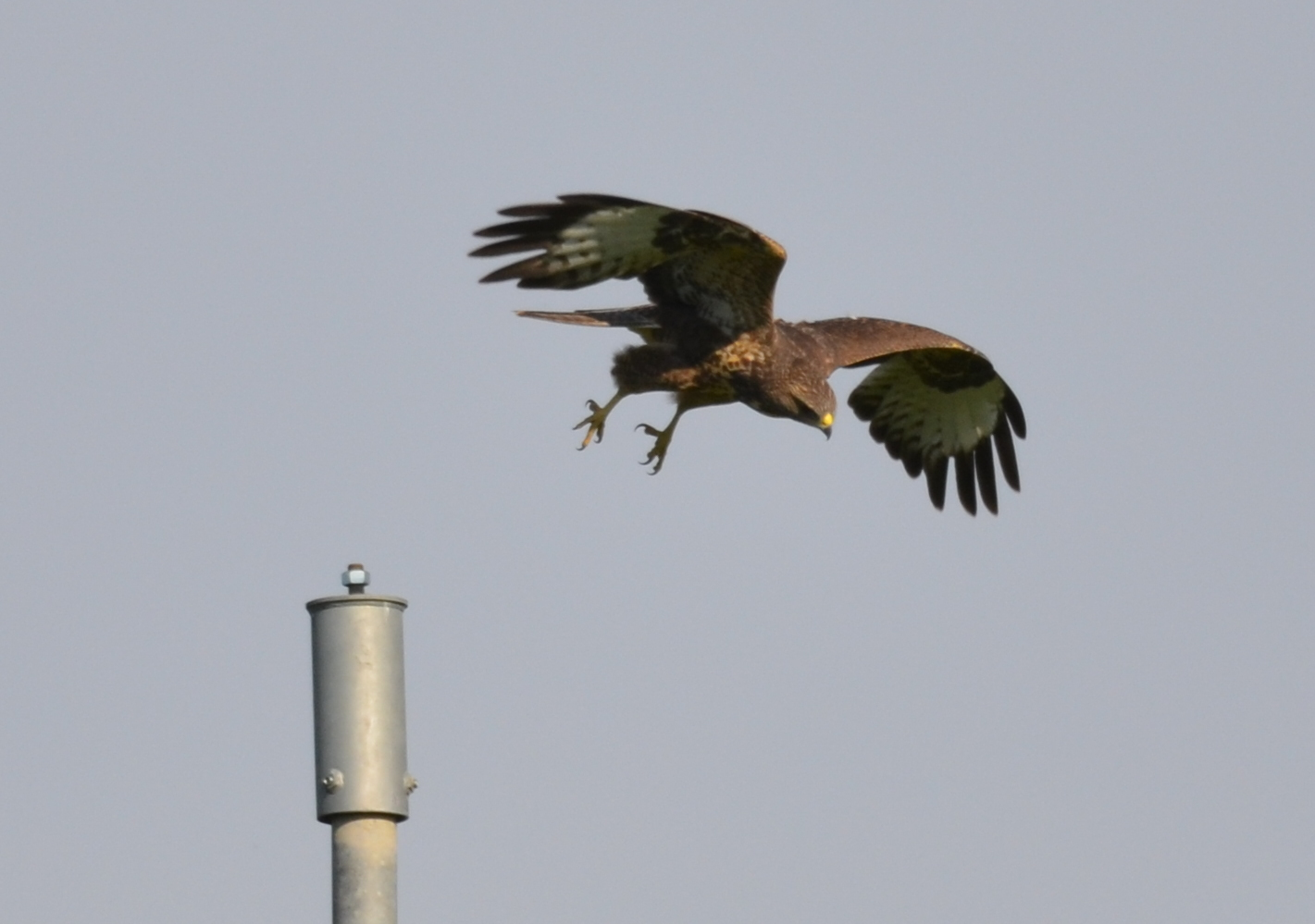
utiliser les prédateurs, par exemple en installant des perchoirs pour les rapaces

mais surtout des connaissances à acquérir

À partir de 2013, les pouvoirs publics ont repris ces principes pour la lutte contre les campagnols : il s'agit d'utiliser toutes les techniques possibles, y compris chimiques, mais en les adaptant aux facteurs naturels et à l'environnement, .

Cette position a débouché sur un plan d'action national, pour l'utilisation des rodenticides anticoagulants de seconde génération (RASG). Une consultation du public a été lancée à l'automne 2013. Sur 5 000 messages reçus par le Ministère de l'Agriculture, seuls 17 étaient favorables à restaurer l'autorisation d'utiliser la bromadiolone dans le cas des campagnols. Malgré cela, l'arrêté du 14 mai 2014 restaure cette autorisation.
- Cet arrêté officialise une nouvelle orientation des luttes contre le campagnol : utiliser certaines des techniques mises au point au cours des dernières décennies du XXe siècle, en les orientant vers une prise en compte de l'ensemble de l'environnement et en les encadrant par une formation des acteurs (agriculteurs, techniciens, firmes de l'amont, organismes de conseil, etc.).
- Il prévoit des plans d'actions régionaux élaborés et mis en œuvre par des organismes à vocation sanitaire (OVS) dans le domaine végétal ou animal, mis en place à cette occasion. Ces plans d'actions doivent comporter à la fois des mesures de surveillance, de prévention et de lutte. Les mesures de prévention sont, en particulier, des pratiques agricoles adaptées, comme le travail régulier du sol, mais aussi la gestion du paysage et les dispositifs favorisant la présence des prédateurs (par exemple : poteaux pour les rapaces). Le texte prévoit « des conditions de distribution, de traçabilité et d'emploi très strictes » des produits contenant de la bromadiolone.

Dans chaque région, un organisme est chargé de coordonner les luttes contre les campagnols et les informations correspondantes.
- Exemple de conseils mis en place en Lorraine[24],[25], région de cultures et d'élevages variés, avec des zones de montagne : en fonction du comptage du nombre de tumuli de campagnols observés (selon une méthode très précise) dans les parcelles infestées, l'agriculteur fait une demande de traitement sur ses parcelles. Si l'infestation est « trop faible »  ou « trop élevée » , ou si la commune concernée est située sur une zone de protection de Milans, Pie Grièche Grise ou Pygargue à Queue Blanche, cette demande sera rejetée. Il faut (entre autres conditions) que l'agriculteur ait suivi une formation adaptée. 
Dans le cas où le traitement est possible, l'agriculteur reçoit une autorisation, qui lui permet de prendre possession des appâts à la bromadiolone ; il a 7 jours pour effectuer le traitement.
- Autre exemple, en zone de cultures céréalières de la Champagne-Ardenne[26]: les conseils ne sont pas les mêmes.

## Conclusion
Une énergie importante est mobilisée pour résoudre les problèmes que posent à la fois les campagnols et la lutte contre les campagnols :
- Les dégâts causés par les campagnols concernent différents types de production agricole, et différents milieux naturels et techniques ; mais ils sont toujours supportés par des agriculteurs et des éleveurs, individuellement. L'impact économique de ces dégâts est important et aucune mutualisation des pertes n'existe actuellement.
- La lutte contre les campagnols, elle aussi, reste individuelle ; elle entraîne toutefois des pertes collectives pour l'ensemble de la société, en particulier des pertes environnementales. De plus, compte tenu de la complexité des systèmes écologiques, la lutte par la simple élimination des rongeurs n'est pas efficace pour les agriculteurs eux-mêmes. L'intervention des pouvoirs publics (depuis le début des années 2000) dans la lutte contre les campagnols permet de limiter ces pertes collectives et d'améliorer l'efficacité de cette lutte.
- Mais il n'est pas sûr que les méthodes employées soient praticables à long terme et des problèmes de société délicats restent posés.